# Farró (la Vall de Bianya)
Farró és una masia a poc més de 3 km al NW del nucli de l'Hostalnou de Bianya al terme de la Vall de Bianya (la Garrotxa). La gran pairalia del Farró presideix la vall del mateix nom. Arquitectònicament és similar a les altres grans cases de la Vall de Bianya. Volten el mas cabanes, pallisses i altres edificacions destinades a les tasques del camp.
Té planta rectangular i ampli teulat a dues aigües amb els vessants vers les façanes laterals. Disposa de planta baixa, planta noble i golfes i a la façana de migdia disposa d'un altre pis. Està construïda en pedra sense tallar excepte els cantoners i les pedres de les obertures. Gràcies a les dades esculpides en aquestes se sap que l'actual masia va ser bastida durant el segle xviii, possiblement a partir d'una construcció més antiga. A l'interior, El Farró guarda un dels mobiliaris més bonics de la vall i té capella particular.
El que fa particular aquesta masia és la gran galeria porticada. A la vall de Bianya trobem masies amb una sola fila d'arcs com Cal Viguetà, masies de dos pisos com el Callís i el Molí d'en Solà. De tres pisos d'arcades hi ha únicament el Farró, els dos primers pisos tenen nou arcades i el superior en té cinc. Igual que les masies esmentades, el Farró té la galeria feta de pilars de pedra tallada amb les bases i capitells sense decoració.
A les llindes hi ha diverses inscripcions. A la porta que tanca el recinte hi diu "1833", a la finestra del primer pis s'hi pot llegir "1772". A la porta principal hi ha la inscripció "17 IHS 33 / FRANCESCH PUIGDEVALL Y BANET". Finalment, a la finestra del costat dret de la porta s'hi pot llegir "17 (creu dins cercle) 68".